# Finstar Properties
Finstar Properties (произносится: финстар пропэртиз) — проектная компания, специализирующаяся на осуществлении проектов в области профессиональной торговой недвижимости в России и странах СНГ.
Год основания — 2007.
В ноябре 2009 Finstar Properties была переименована и в настоящее время осуществляет свою деятельность под торговым наименованием Холдинг Финстрой.

## Собственники и руководство
Учредителем компании Finstar Properties является Finstar Financial Group — международный инвестиционный холдинг со штаб-квартирами в Москве, Киеве и Нью-Йорке, специализирующийся на развитии проектов в недвижимости, игровом бизнесе и розничной торговле. Проектные компании холдинга ведут работу в более чем 60 регионах России, в странах СНГ, Восточной и Западной Европы, а также в США и странах Латинской Америки.

## Деятельность
Поиск проектов и развитие бизнеса Finstar Properties осуществляется на базе региональных дирекций и отделов развития игровых компаний, входящих в состав Finstar Financial Group.
Портфель проектов.
Основными форматами, в которых реализуются проекты компании, являются региональные торговые центры площадью 20-60 тыс. м² и суперрегиональные торговые центры площадью от 70 тыс. м²
В портфеле Finstar Properties консолидировано 27 проектов ТРЦ в регионах Российской Федерации, суммарная общая площадь которых превышает 1 млн кв. м. Стратегическая цель компании — формирование к 2011 году инвестиционного портфеля проектов общей площадью 2 млн кв. м.
Finstar Properties реализует проекты в городах Барнаул , Белгород, Вологда, Липецк, Магнитогорск, Нижневартовск, Омск, Саратов, Смоленск, Сыктывкар, Тверь, Ульяновск, Усинск, Ухта. В Московской области компания приступила к реализации проектов в Лыткарино, Подольске и Солнечногорске.
В настоящее время реализованы два проекта в г. Ульяновск: ТЦ «Строймаркет», ТЦ «Оптимус».